# Тајландски бокс
Тајландски бокс или Muay Thai (тај มวยไทย) јесте једна борилачка вештина и важи као национални спорт Тајланда.
Тајландски бокс је традиционална тајландска борилачка вештина у којој се шаке, лактови, колена и боса стопала могу користити за испоруку удараца. Тачна историја овог спорта не може се реконструисати, али y рату између Тајланда и Бурме 1767. освојена је ондашња тајландска престоница и главни део извора о уметности и традицији тајландског бокса уништени.

## Историја
Таи су живели првобитно у југозападној Кини. У 9. веку поједине групе почињу да насељавају подручје данашњег северозападног Тајланда. Ово насељавање трајало је до 13. века. Поједини извори тврде да је у то време настао тајландски бокс као једна врста самоодбране због сталних сукоба са другим народима Индокине. Други извори говоре како је тајландски бокс настао 1560 године, када је тајландски краљ Наресуан пао у тамновање Бурме. Обећана му је слобода ако у двобоју победи мајсторе Бурме. Краљ је победио и тајландски бокс је постао национални спорт Тајланда.
Тајландски бокс се развио из регуларних борбених вештина. Када мач и копље нису били више за употребљавање, ратник је могао да користи за борбу своје ноге, песнице и лактове. Класична и традиционална варијанта зове се Muay Thai Boran (боран = традиционално), која не садржи само борбе са разним оружјем, него и покрете који иду далеко ван техника данашњег тајландског бокса. 
Те технике се базирају на подражавању разних животињских покрета, које су сакупљене у формама слично катама у каратеу. Тако су кроз векове настале животињске форме попут ждрала, бизона, петла, тигра итд., које су перфекционисане у данашњим стиловима. 
Краби крабонг (кратко и дугачко оружје) назива борбу са разним врстама оружја, као нпр. краби (кратки мач), даб (дугачки мач), плонг или сри сок (штап), нгаув (штам са оштрицом), дунг, каен, мај сун и лох (штит).
Једно следеће обележје класичног тајландског бокса (Muay Thai Boran) јесте ритуална игра вај кру, коју играју борци у почетку борбе да покажу поштовање својим учитељима, као и класична тајландска музика која прати целу борбу.

## Правила
У правилницима интернационалних и националних савеза постоје различита строга правила које ограничавају технике. Стилистички упадљива обележја тајландског бокса јесу ударци са лактовима и коленима и хватање противника (види бокс). Зависно од правила и степена бораца дозвољени су ударци са коленима према глави, хватање противника у стајању и ударање са коленима у тело и ноге. Поједина правила дозвољавају хватање и држање ноге противника.
Технике са песницама сличне су традиционалном европском боксу, али су исто дозвољени ударци из окрета итд. Поједини стилови дозвољавају бацање, али је ово обично забрањено због опасности техника бацања у тајландском боксу. У Европи клубови обично не практикују технике попут ударањем лаката или рвање, због чега се за европски начин тајландског бокса може чути исто назив оријентални кик бокс.

## Мотиви
Тајландски бокс вежба се из различитих мотива, ради фискултуре, такмичења, за самоодбрану или борилачку вештину. У Тајланду борци добијају део опкладе и многима служе као идоли.
Пошто многе школе терају своје ученике да на такмичењу добијају боље опкладе и побеђују, тиме се класични стилови све више потискују. Због тога тајландски краљ подржава чисте Muay-Thai-академије, у којима ученици не морају да носе бриге о финансијском стању и уместо тога изучавају класичне стилове.